# Orchestina simoni
Orchestina simoni är en spindelart som beskrevs av Raymond Comte de Dalmas 1916. Orchestina simoni ingår i släktet Orchestina och familjen dansspindlar. Inga underarter finns listade i Catalogue of Life.